# Rumba catalana
La rumba catalana è un genere musicale sviluppato dalla comunità gitana catalana nella città di Barcellona, in Spagna, a partire dalla metà degli anni '50 del '900 prendendo ritmi che derivano dalla rumba flamenca con influenze di musica cubana e di rock & roll. 

## Il genere
Nacque tra le comunità gitane del quartiere di Gràcia che parlano e cantano in catalano.
Il genere si fonda sulla fusione di canti catalano-andalusi con chiave base di musica afro-cubana, ritmo in 4/4. Gli strumenti che accompagnano la voce sono la chitarra spagnola, i bonghi, güiro e successivamente si aggiunsero timbales, conga, piccole percussioni, pianoforte, basso elettrico e tastiere elettroniche. Attualmente, l'artista Oscar Casañas include suoni hip hop e tropicali elettrici nella rumba catalana.
Noti artisti di questo genere sono El Pescaílla, Peret e Josep Maria Valentí "El Chacho", successivamente dai gruppi: Las Grecas o Los Amaya e dal trio Rumba Tres.
Negli anni '70 Gato Pérez riscopre questo genere e gli dà una nuova vita. Negli anni '80 e '90 si cimentano anche i Gipsy Kings e Los Manolos. Altri artisti avevano questo stile come riferimento: Lolita Flores, Manzanita, Azúcar Moreno, Rosario Flores o Ketama. 
Alla fine degli anni '90, la rumba catalana prende un'altra svolta, dove accoglie diverse influenze musicali. Ci sono gruppi che mantengono l'essenza tradizionale e del flamenco come Sabor de Gracia o Ai,ai,ai; mentre altre formazioni come La Cabra Mecánica, Estopa, Melendi o Ojos de brujo fondono la rumba con altri stili come swing, ska o reggae; includendo altri ritmi latini come la cumbia e dando origine a quella che oggi è conosciuta come rumba fusion. 
Questo cambiamento è dovuto all'impronta eclettica dell'artista franco-spagnolo Manu Chao e del suo gruppo Mano Negra all'interno di Barcellona e della cultura spagnola. Questo sottogenere è spesso influenzato dal New Flamenco (Kiko Veneno, Mártires del Compás, Pata Negra). In esso spiccano gruppi catalani come Muchachito Bombo Infierno, La Pegatina, Txarango, Bongo Botrako, La Troba Kung-fú, La Familia Rústika, Bonobos Música o Banda del Panda.
Ci sono anche gruppi di Madrid che si muovono in questa scena della rumba: Alpargata, Canteca de Macao o Antonio "el Turuta". Anche altri artisti più recenti sono stati influenzati dalla rumba, sebbene più pop, come Oscar Casañas, El Chinchilla o Joan Miquel Oliver. 
Alla fine del 2008 si è tenuto nel quartiere Gràcia di Barcellona il primo simposio nazionale della rumba catalana. Come risultato di quell'evento, l'associazione Fomento de la Rumba Catalana (Forcat) è stata creata per dare visibilità e unire gli sforzi a favore del genere.

## La rivendicazione sulla nascita della rumba catalana

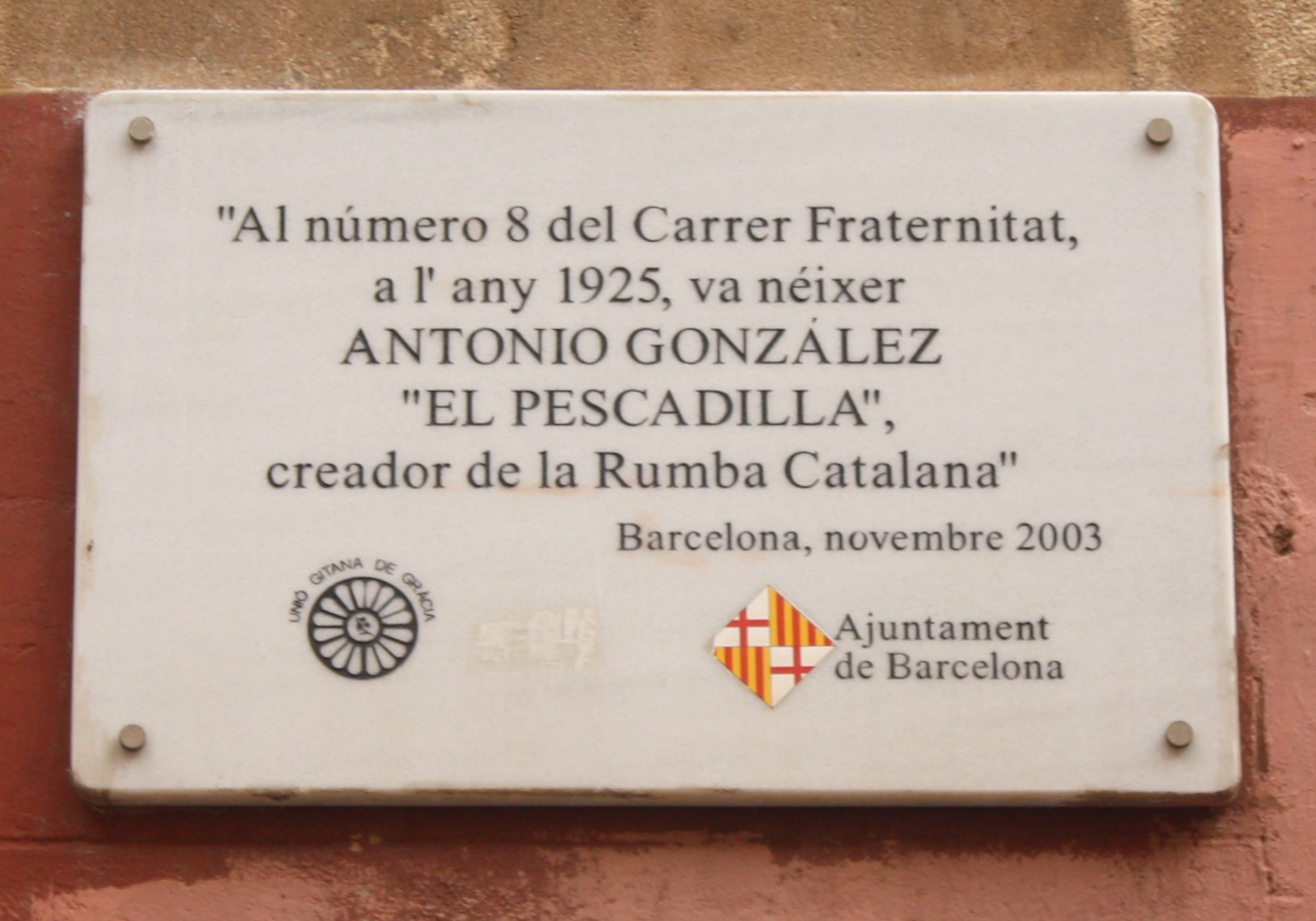

Alcuni attribuiscono la nascita della rumba catalana, oltre che a Peret, anche al chitarrista El Pescaílla, che era il marito di Lola Flores e anche lui gitano catalano che viveva nel quartiere Gràcia di Barcellona. Ogni volta che i due "padri" della rumba si incontravano pubblicamente rivendicavano la paternità, del genere ma, a parte la disparità incoraggiata dai loro seguaci, andavano molto d'accordo e, anche se non hanno mai registrato insieme, hanno condiviso il palco del tablao di Pastora Imperio e Rafael Vega de los Reyes. Una delle poche esibizioni insieme, risale al 1993, dove interpretano live il brano Una Lagrima.